# 浸礼宗
浸礼宗，又称浸信宗，基督新教主要宗派之一，起源时间與地方有争议，一说起源于17世纪上半叶英国、一說是在荷兰的英国流亡者當中。
浸信会反对给刚出生的婴儿行浸礼，主张只有明白得救真理的儿童和成年信徒方可受浸，且受浸者须全身浸入水中，称为“浸礼”，因此得名。浸信會主张独立自主、政教分離，反对国教和政府对地方教会的干涉。浸信會傳入美國後，自1836年差派宣教士到中國。1845年，美国的浸信会分立為美南浸信会和美北浸礼会，爾後仍繼續在世界各地宣教，美南浸信會國際傳道部現在是基督教會最大的宣道差會。
浸礼宗的思想最主要來自16世纪欧洲的再洗禮派，但容許各種神學，教會中有力挺双重预定论的加尔文主义者的（如司布真），也有支持神愛世人的阿民念主義者；有时代论的支持者，也有盟约神學（Covenant Theology）的擁護者。
在教会治理上，浸信会采用会众制，各地方的浸信會教會都是獨立、自主和自治，這也是浸信會的特色之一。各類型浸信教會聯會（例如：世界浸信會聯會、美加華人浸信會聯會、美南浸信會聯會、中華基督教浸信會聯會等等），並不是管理各地方浸信會的組織，其目的在協調及推動共同事工，各地方浸信會教會自由加入。

## 起源
有人认为，17世纪初，受到再洗礼派影响的英国牧师約翰·斯彌特创立施行浸礼的小团体，是浸礼宗的起源。
也有人说浸信会源于英国的分离主义者（English Separatist）运动。宗教改革之后，英国国教与天主教决裂，但是它在很多方面仍然保留着天主教的做法，这让英國国教中的很多信徒不满。有些人留在英國国教内，成为清教徒，而有些人则完全离开英國国教，建立独立教会，不接受国教的控制，成为分离主义者。有人说浸信会就是分离派中的一个教派。
有些浸信会的牧師认为浸信会起源于使徒，是宗教改革之前就存在的一个不属于天主教的宗教团体，坚持认为只有信徒才可受洗，倡导宗教自由及政教分离，受到天主教的逼迫。因坚持浸礼、反对婴儿受洗，在宗教改革时期又受到了不支持浸礼、赞成婴儿受洗的路德宗和加尔文主义者的逼迫。這些牧師們認為浸信會在在古代、中世纪一直存在，虽然名称有多个，但是都是浸信会（参浸信会承续主义）。司布真是持此观点的一个牧师。司布真说：“我们相信浸信会是原初的基督徒。我们不是起源于宗教改革时期，我们是路德和加尔文之前的改革者。我们从未从罗马天主教出来，因为我们从未属于他们。我们的存在一直没有中断过，一直追溯到使徒们。自从基督的时代，我们就存在，一直到今天。我们的原则，虽然有时模糊了，被人遗忘了，但总是被一些人持守着。浸信会曾受过天主教、抗罗宗的逼迫；但是接受浸信会原则的政府，却不会逼迫其他宗派。我相信没有哪个浸信会认为辖制别人的良心是正确的。一直以来，我们都是乐意受苦，我们的殉道史在证明；但是我们绝不乐意接受国家的帮助，绝不与政府联盟而亵渎了基督新娘的贞洁。教会虽然是王后，但是我们不会让教会变成辖制人良心的暴君。” （摘自《新公园街讲台》(The New Park Street Pulpit), 第7卷225页）
1881年，司布真又说：“历史都是我们的敌人写的，他们没有能抹掉我们的所有事实，他们的记录还时不时地泄露出一些事实，就是很久以前有些称作再洗礼派的穷人被当局定罪和处罚。我们听说，从亨利二世到伊丽莎白女王统治期间，不断有一些所谓的异端为了真理的缘故被所有人恨恶。他们的衣服被剪短，他们被扔到野地，在寒冷中死去，后来有些人在纽英顿（Newington）为再洗礼派的信仰被烧死。早在抗罗宗之前很久，再洗礼派就为了“一主、一信、一洗”在抗争。地上可见的教会一偏离福音真道，这些人就兴起来，持守古老的善道。他们是受逼迫的贫穷的支派。历史书经常告诉我们，持守真道的人都死绝了，狼已经吃光了羊。但是我们还在，而且繁多，在美国更多。神做了何等奇妙的工作。”（摘自《都城会幕讲台》(Metropolitan Tabernacle Pulpit), 1881, 第27卷, 249页）

## 特点

### 信仰
浸信會信仰的特色可以用七個英語短句表達，而其每一句開頭的字母拼起來剛好是“BAPTIST”，即“浸信会”的英文。浸信會以《聖經》作為信仰和實踐的最高權威（若干宗派在《聖經》之上還加上教會或是信條）。一般說來浸信會中對於特定神學立場的執著是比較淡的。從歷史的觀點來看，浸會中的神學是豐富而多樣的。
- Biblical authority：認識和肯定《聖經》的權威
- Autonomy of the local church：自主的地方教會

浸信会没有金字塔式的治理模式。各个地方教会自治，彼此互不管理、控制，没有母会和子会，借此防止了一坏俱坏、全盘堕落的局面。各个地方教会决定自己的信仰，所以整体来看浸信会是比较多样化的。有的属于基要派，不接受女牧师、女人讲道、新潮的敬拜方式和新的赞美音乐，拒绝靈恩派和说方言。有的浸信会属于福音派。浸信会反对政治化的教会。所谓政治化的教会，是指采取某种方式将众多教会联合起来，形成控制和被控制的上下附属关系，建立一个庞大的组织，好似一个庞大的政治机构，如天主教會、長老宗、信義宗、聖公宗等等。浸信会认为这种政治化的教会经常容易妥协教义，以换取整个组织的利益。浸信会认为《新约》中的诸教会就是彼此独立的，但从一世纪左右，教会开始政治化，逐渐堕落，最后形成教会与国家政治联姻的堕落天主教會。
- Priesthood of the believer：信徒皆祭司（信徒都是人人平等的）
- Two ordinances - Believer's Baptism and Symbolic Communion：兩種教會禮儀-信徒的浸禮與紀念性質的主餐
- Individual soul liberty：人有自由按照自己的良心选择自己的信仰，他人无权强迫。浸信会反对宗教改革时期天主教會、信義宗、改革宗利用政治力量打压其他弱小宗派的做法，认为他们如此做违背了人的良心自由。浸信会不逼迫任何宗教团体，也反对任何宗派利用政权去逼迫其他人的信仰。
- Separation of Church and State：政教分離

教会与国家之分离。教会拒绝国家的控制，教会也不试图控制国家。即使是国家善意的扶持，教会也会拒绝，因为接受国家资助是教会堕落的原因，使教会不再仰望真神，而是世俗政府。因此，浸信会反对天主教会控制政府的做法，也拒绝東正教會的政府控制教会的做法，也不同意长老会以前所倡导的政教合作的关系。
- Two offices of the church - Pastor and Deacon：牧師和執事作為教會僕人的職份

另一種版本：
- Believer's baptism：信徒的浸禮
- Autonomy of the local congregation within the associational framework：自治而互助的地方會眾
- Primacy of Scripture：《聖經》首要和卓越的地位
- True believers only in the church：真信徒組成的教會
- Individual competency and the believer's priesthood：在聖靈引導下人人都有能力認識上帝以及人人皆祭司
- Separation of Church and State：政教分離
- Two ordinances：兩種教會禮儀——浸禮與紀念性質的主餐

### 对两个定例的态度

#### 浸礼
浸信会强调信徒浸禮（Believer Immersion），即指受洗者必須已是蒙恩得救的信徒，並且全身要浸入水中，因为他们认为，新约圣经中凡是受洗的都是已得救的人，而且希腊文baptizo包含浸入水中的意思。因此，浸信会反对为婴儿举行洗礼，也反对点水礼或灑水禮。只受过点水礼的信徒，需要受浸。但已受浸的信徒，若受浸時已清楚是蒙恩得救，就不須要再浸。然而，有的浸信会要求得更严格：如果某个信徒自認得救了，也接受了浸礼，但给他施洗的是个团契或查经班或靈恩派教会，这信徒在加入一个浸信会时，会被要求再次施浸。

#### 主餐
分為開放式、封閉式、半封闭式。主張開放式的教會，相信只要是蒙恩得救的信徒都可以領主餐。封閉式乃依“成员制”的架構，認為只有得救、受浸、加入本教会、成为教会成员的人才能领主餐。半封闭式的教会认为，那些不是本教会成员、来自其他浸信会的到访人也可以領主餐。

## 各地浸信会的情况

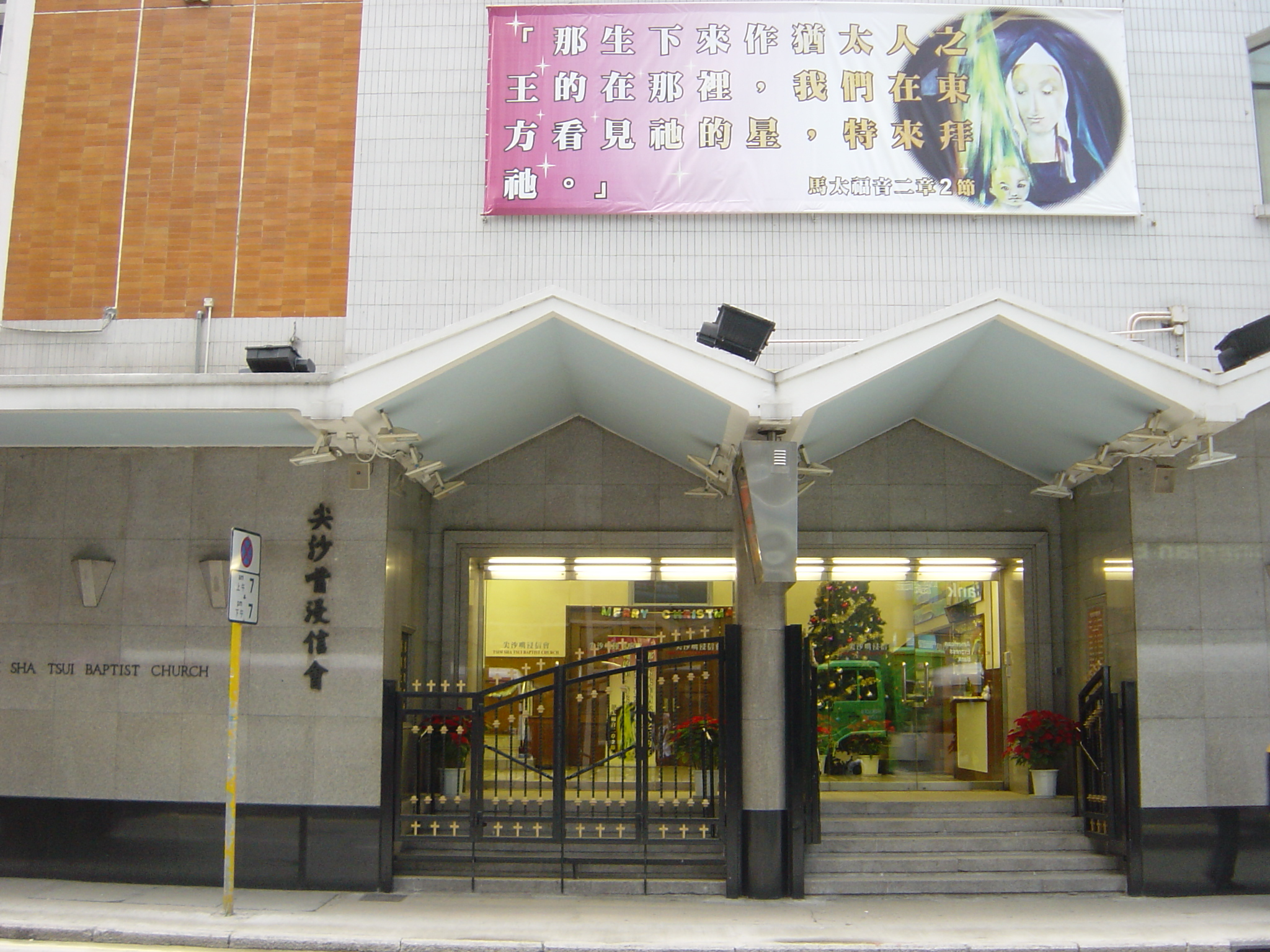
香港尖沙嘴浸信會

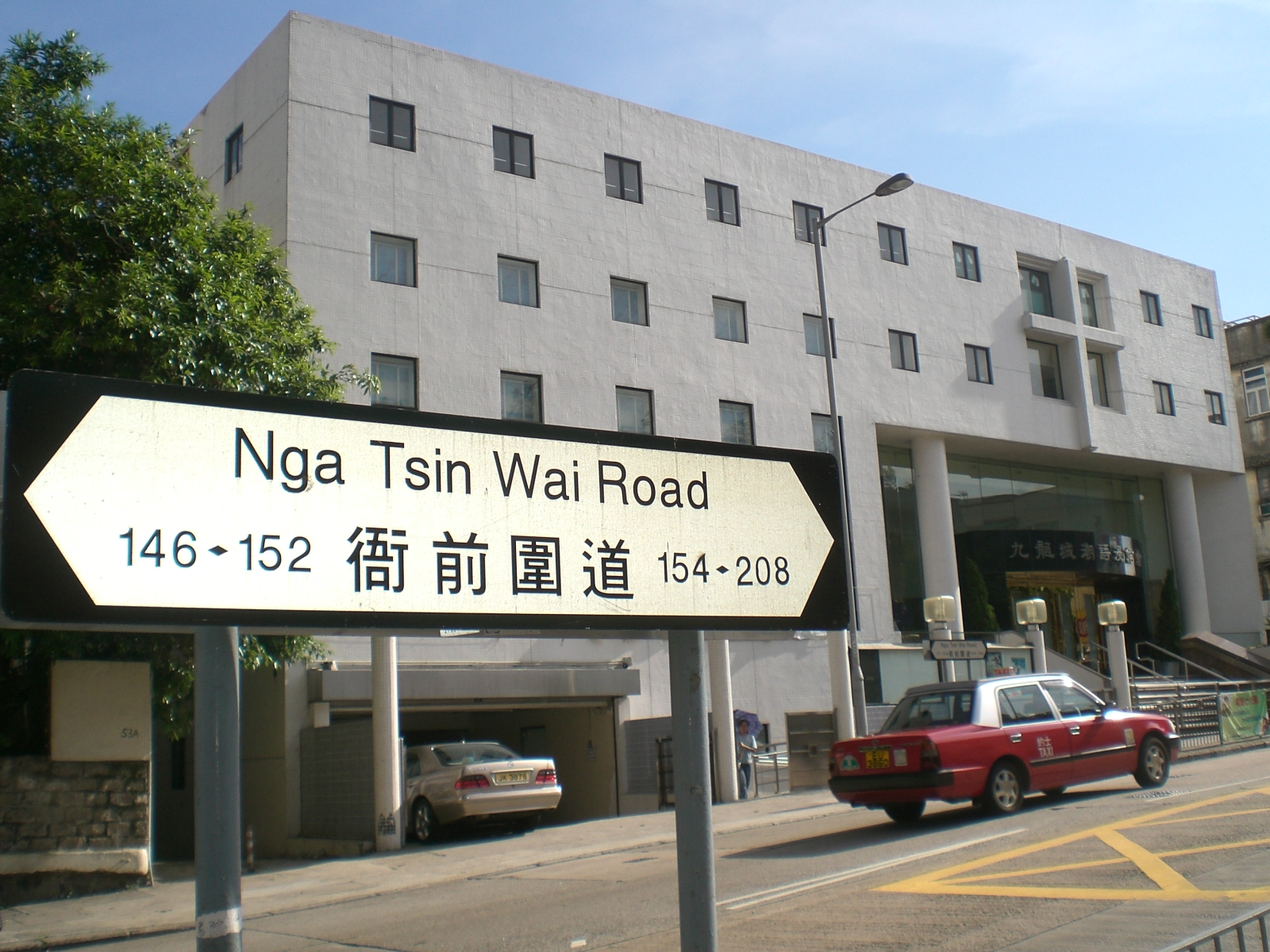
香港九龍城潮語浸信会

### 美国
1639年，威廉姆斯（Roger Williams）在北美创立第一个浸信教会。美国独立后，在浸信会推动下，美国宪法确立了政教分离的原则。杰弗逊总统在1802年写给康州Danbury浸信会联会的回信里说：“我以崇高的敬意考虑全体美国人所宣称的立法机构‘不得制定关于下列事项的法律：确立国教或禁止信教自由’的这个法案，它就是在教会和国家之间建立了一道分隔的墙。”在宗教自由的保障下，各地浸信会纷纷建立，特别是在农村和西部的印第安人、黑人和移民中发展迅速，成为南部各州最大的宗教团体。1845年，因为对奴隸制存废有分歧，美国的浸信会分裂成拥护黑奴制的美南浸信会和主张废奴主义的美北浸礼会。十九世纪末到二十世纪，为对抗现代主义对基督信仰的攻击，美国浸信会兴起了基要主义运动和独立浸信会运动。现在，浸信会是新教在美国最大的派别。

### 澳門
1836年9月17日，叔未士牧师及叔何顯理女士夫妇（Rev. & Mrs. John Lewis Shuck，只有23岁和18岁的新婚夫妇）從美國抵达澳门，成为来华的第一位浸信会宣教士。

### 香港
1842年3月，叔未士牧師夫婦從澳門抵港，早期於上環百步梯設宏藝書塾傳揚福音。翌年，於皇后大道設立首個教會，並命名為皇后大道浸信會，後得仁牧師協助，設立潮語崇拜。同時，他們在長洲設立佈道所並於次年開辦學校。
然而，叔何顯理女士在1844年11月27日病逝，叔未士牧師於次年回國，使教會工作一度停頓。
至1860年，荷蘭浸信會宣教士約翰生夫婦（Rev. & Mrs. John W. Johnson）到香港，並使數位華人信教，他們隨後轉往潮州工作。1880年，約翰生夫人回到香港，回後香港地區工作，在幾經轉折下，教會漸見規模。1890年，教會購得地方作禮拜堂，及聘得美國牧師湯傑卿，於是在1901年香港地區正式成立教會，同時訂名為香港浸信自理會，自始浸信會在香港發展蓬勃。

### 中国大陆
浸信會從澳門、香港傳道後開始深入中國大陸，先在華南地區的兩廣地區，再往華東及華北，逐漸地延伸至華西與華中一帶，在中國十三個省中傳教。在1949年，美南浸信会在中国有教会392间、佈道所410间、信徒123,000人、220位宣教士，主要分布在山东、广东等省。至1951年，全数宣教士被迫离開大陆。

### 臺湾
1948年6月間中華浸信會全國聯會邊疆委員會差派楊美齋牧師到臺灣佈道，10月19日美南浸信會差派明俊德宣教士（Miss Bertha Smith）由山東濟寧抵臺北，12月26日舉行浸信會在臺灣首次主日崇拜。1950年代前後，眾多浸信會信徒及傳道人從中國大陸遷臺，初期成員大都為軍公教人士。1953年六月開始第一個客語事工於高雄美濃，1956年七月開始第一個臺語事工於臺北市。
1954年7月5日成立“臺灣浸信會聯會”，後更名為“中華浸信會臺灣省聯會”，再更名為“中華基督教浸信會臺灣聯會”，1972年改為現名“中華基督教浸信會聯會”，目前是臺灣浸禮宗最大的團體。首任主席為宣教士也是基督教台灣浸會神學院創校院長的柯理培牧師。辦事處設於臺北市。
為推動區域福音事工，臺灣南部包括臺南、高雄、屏東、澎湖等縣市的浸信會教會，已成立臺灣第一個區聯會，定名為“中華基督教浸信會臺灣南區聯會”。
另有其他不同的浸禮宗差會建立的團體：
- （一）基督教浸禮聖經會（Baptst Bibe Fellowship）：1952年由羅惠霖牧師（Rev. Bill F. Logan）自美國來臺創立。
- （二）以馬内利浸信會（Emmanuel Baptist Mission）：1956年由卜利登牧師（Rev. Dale H. Breeden）自美國來臺創設孤兒院（未設立教會）。
- （三）福音浸信會（Gospel Baptist Church）：1955年由劉俊才牧師（Rev. Jack Bateman）自美國來臺設立教會，總部設於臺北市。
- （四）臺灣浸信宣道會（Taiwan Conservative Baptist Church）：1952年由美北浸信宣道會差派柯饒富牧師（Rev. Dr. Ralph Covell）來臺設立教會，總部設於雲林西螺，設有神學院、營地。
- （五）萬國浸信會，由美國何盛頓牧師創立，差會辦公室在臺東，後來，所屬教會陸續加入中華基督教浸信會聯會。

### 馬來西亞
1953年8月16日在檳城成立「馬來亞浸信會聯會」，當中有五個委員：海外華人（汕頭）浸信教會（阿羅士打，吉打）、檳城浸信教會、吉隆玻浸信教會、海外華人（粵語）-新加坡、海外華人（汕頭）-新加坡。
1957年成為世界浸聯會一員。1964年改名為「馬來西亞浸信會聯會」。1965年有47間教會及福音所成為會員。1966年註冊為社團，出版雙月份通訊。1967年5月黃忠為首任總幹事（任期三年）。1967年，改名為「馬來西亞－新加坡浸聯會」。1969年獲西差會提供辦事處於No. 2, Jalan Dispensary, Petaling Jaya。決定以中、英雙語為溝通語文。1970年羅恩光牧師為第二任總幹事（1970-1974）。1975年分別成為馬來西亞、新加坡兩個獨立的聯會。

## 華人浸信會名人
- 戚庆才牧师：中華全國浸信會联会的主席。上海西摩路（今陕西北路）375号上海怀恩堂牧师（1935－1989）。牧养信徒达54年之久。中国基督教三自爱国运动委员会副主席。
- 解博五牧師：教會拓荒者，曾在台中地區開拓了14間教會及佈道所，為所有的傳道人寫下了教會開拓美好的典範。1949年解牧師全家至台，1955年任台中浸信會傳道。1958年浸信會神學院畢業，並受按立為牧師。1989年12月28日安息主懷，享年七十歲。
- 吴主光牧师/長老：早于1954年信主，并受浸成为浸信会会友。他的信仰特征包括以属灵优先、认为擘饼是教会蒙福主要原因、视罗马天主教为邪教及异端、反对灵恩派、反对基督教与异端教会大合一、避免金字塔式的总会领导等。2017年6月10日安息主懷，享年七十七歲。
- 周聯華牧師（1920年3月7日－2016年8月6日）：浙江慈谿人，美國南方浸信會神學院哲學博士；從事傳道、聖經研究員、作家、教授等工作，曾任浸信會懷恩堂主任牧師、凱歌堂牧師、臺灣浸信會神學院專任教授。曾製作臺灣電視公司「清晨佳音」福音節目，曾任臺灣世界展望會董事長、學校財團法人中華浸信會基督教臺灣浸會神學院董事長。
- 唐佑之牧師：曾任臺灣浸信會神學院教授兼教務長、香港浸信會神學院院長，美國金門浸信會神學院教授。
- 王美鐘博士：（1961-）道學碩士（M. Div.），神學博士（Th. D.）；現任馬來西亞浸信會神學院院長、馬來西亞浸信會聯會差傳部主席、馬來西亞神學院校協會主席、全球華人浸信會宣教促進會總幹事、世界華福會神學教育協調主任。
- 朱耀明牧師：香港民運人士。柴灣浸信會榮休牧師。佔領中環發起人之一，曾領導黃雀行動，德國科隆福音派教區Pfarrer-Georg-Fritze首位華人的榮譽勳章，他是香港基督教的代表人物。
- 鄭明賢長老：奧克蘭會幕浸信會執事長老。

## 英美著名浸信会人士
- 约翰·史密斯（John Smyth, 1570 – 1612），英国人，浸信会宗派的创始者，自己为自己重洗，倡导宗教自由。他与赫尔威斯一起移居荷兰，1612年在荷兰去世。
- 托马斯·赫尔威斯（Thomas Helwys, 1575 – 1616），英国人，据说是浸信会宗派的创始者之一。1607/08年，他们二人带领一群信徒到达了荷兰的阿姆斯特丹；于同年在那里建立了浸信会，全体信徒受重洗。赫尔威斯与其他人开始起草史上最早的浸信会信仰告白。三年以后，此新建立的教会团体回英国；1612年在伦敦建立第一个英国的浸信会团体，以赫尔威斯为牧师。赫尔威斯倡导宗教自由，教会与国家分离，宽容无神论者、外教人、其他信仰者。后来他向英王詹姆斯一世写信请愿，呼吁宗教自由，他说，“国王只是一个人，不是神，无权在属灵的事上管辖百姓”；詹姆斯王将他投进监狱，1616年死在狱中。
- 罗杰·威廉姆斯（Roger Williams, 1603 –1683），出生在英国，浸信会神学家，是宗教自由、国家与教会分离的早期倡导者，因宗教观点不符马萨诸塞湾殖垦地的立场，遂被驱逐，后移居普洛威頓斯莊園隱居，开辟普罗维登斯城市，建立了北美的第一个浸信会教会，很可能是北美的第一个废奴主义者。
- 约翰·克拉克（John Clarke, 1609  –  1676），浸信会牧师，医生，北美宗教自由、国家与教会分离的早期倡导者。
- 赫姆斯（Obadiah Holmes, 1610 - 1682），罗德岛州早期定居者，浸信会牧师，因其浸信会信仰而在馬薩諸塞灣殖民地受到残酷的鞭刑。
- 约翰·班扬（John Bunyan, 1628年11月28日－1688年8月31日），英国浸信会牧师，《天路历程》作者，因坚持浸信会信仰，不从英国国教而入狱十二年。
- 约翰·吉尔（John Gill, 1697 –1771），英国浸信会牧师、圣经学者、神学家、加尔文主义者。他所服事的教会到了19世纪中叶迎来了一位非常有名的浸信会牧师，即司布真牧师。
- 以撒·巴克斯（Isaac Backus, 1724-1806），美国浸信会人士，倡导宗教自由，曾在1774年前往费城的第一次大陆会议，试图动员其他殖民地联合起来争取新英格兰的宗教自由。
- 乔治·利斯尔（George Lisle, 1750-1820），是非洲裔美国人，原為奴隶，后获得自由，是第一个黑人浸信会的牧师，美国第一个海外传教士，1782年前往牙买加，是牙买加的第一个浸信会传教士。
- 约翰·利兰（John Leland, 1754 –1841），美国浸信会牧师，废奴主义者，在美国宗教自由的斗争中曾起过举足轻重的作用，反对任何一个宗派立为美国的国教。他与宪法之父麦迪逊都是弗吉尼亚州的居民，是麦迪逊的朋友和同盟；麦迪逊本来不打算在宪法中加入一条保护宗教自由的权利法案，所以浸信会人士决定提名利兰作弗吉尼亚州的代表在1789年宪法大会上批准宪法，利兰胜选希望很大。于是，麦迪逊拜访利兰，承诺若当选为弗吉尼亚州代表就将保护宗教自由的权利法案作为修正案加入宪法中，因此利兰支持麦迪逊当选为1789年美国第一届国会议员。麦迪逊为了兑现对利兰和其他浸信会人士的承诺，坚持将第一修正案加入宪法中：“国会不得制定关于下列事项的法律：确立国教或禁止信教自由；剥夺言论自由或出版自由；或剥夺人民和平集会和向政府请愿伸冤的权利。”[8]。
- 威廉·克理（William Carey, 1761年8月17日－1834年6月9日），是一位英国宣教士和浸信会牧师，被誉为“近代宣教士之父”。他是英国浸信会差会的创办人之一。在印度塞兰坡（Serampore）宣教期间，他将圣经翻译成包括孟加拉语、印地语和梵语在内的多种语言。
- 马士曼（Joshua Marshman, 1768–1837），与威廉·克理同时代，浸信会传教士，在印度塞兰坡传道，曾与克理合作将圣经翻译到印度很多民族的语言中。马士曼也将圣经翻译到中文，1822年出版，比马礼逊出版的中文圣经早一年。
- 多马·伯切尔（Thomas Burchell, 1799–1846），十九世纪早期在牙买加的浸信会传教士和废奴主义者。很多牙买加的父母给他们的孩子起名叫伯切尔，以纪念他的贡献。
- 罗孝全（Issachar Jacox Roberts, 1802年－1871年），美南浸信会传教士。太平天国的创立者洪秀全在1847年3-5月来到罗孝全在广州的礼拜堂，在那里学习圣经，曾要求受洗，罗孝全不同意洪秀全对以前大病时所见“异象”的见解，拒绝为他施洗。
- 高德（Josiah  Goddard, 1813–1854），美国浸信会在华传教士，曾修订马士曼的中文圣经。
- 切尼（Oren Burbank Cheney, 1816 –1903）, 美国浸信会牧师，废奴主义者，禁酒运动的积极参与者。
- 叔何显理（Mrs. Henrietta Hall Shuck，1817年10月28日－1844年11月27日）是美南浸信会在华的女传教士。开办香港的第一所女校。现在香港岛的显理中学就是为纪念何显理而命名。
- 晏玛太（Matthew Tyson Yates, 1819年－1888年3月17日）是19世纪来华的著名传教士，属于美南浸信会差会。
- 格雷夫斯（James Robinson Graves, 1820-1893），美国浸信会牧师、出版人、作家、编辑。儿时是公理会背景，15岁加入浸信会。是美国浸信会地界主义运动（英语：Landmarkism）的宣传者。地界主义（该词源于圣经箴言书22:28）认为浸信会自从使徒时代就一直存在，中间无断续地传到现今社会。
- 卡特（Charles Henry Carter , 1828 – 1914），是在斯里兰卡传道的浸信会牧师，将圣经新约、旧约从希腊语和希伯来语翻译到当地的僧加罗语。他被认为是当时最著名的僧加罗语学者，其编写的《僧加罗语-英语词典》至今仍然被认为是权威著作。
- 司布真（Charles Spurgeon, 1834年6月19日－1892年1月31日）英国浸信会牧师，加尔文主义者，人称布道王子。他在伦敦讲道38年，使教会增加15000人。在他讲道时，常是人山人海；听道者中，既有维多利亚女王、格兰斯顿首相，也有妓女、小偷，所以司布真被称为“近代的以利亚”。
- 慕拉第（Lottie Moon, 1840年12月12日－1912年12月24日），美国南方浸信教会派到中国的单身女传教士，在中国住了四十年。今天，美南浸信会联会（Southern Baptist Convention）仍然藉着每年的奉献来纪念她。
- 卡罗尔（Benajah Harvey Carroll, 1843 – 1914），美国浸信会的牧师、神学家、教师、作家，是美国西南浸信会神学院的创始者。
- 卡罗尔（James Milton Carroll, 1852 –1931），美国浸信会牧师、历史学家、作家、教育家，是浸信会历史《学迹》（The Trail of Blood）的作者。
- 万应远（Robert Thomas Bryan, 1855年10月14日－1936年）美国美南浸信会派往中国的传教士，在中国传教超过50年时间。
- 博加德（Benjamin Marcus Bogard, 1868 – 1951），美国浸信会牧师，“地界主义运动”的宣传者、辩护者。
- 乐灵生（Frank Joseph Rawlinson, 1871年－1937年8月14日），美南浸信会的在华传教士。1871年生于英国，1899年移民到美国，1902年取得美国国籍，并被美南浸信会派往中国传教。1912年任上海《教务杂志》编辑，由于他的努力，使该杂志成为全国基督教的一本权威杂志；1919年前后参与大型统计资料《中华归主》的编辑工作。
- 章伯斯 （Oswald Chambers, 1874 –1917），苏格兰浸信会教师，《竭诚为主》的作者。
- （Martin Luther King, Jr. ， 1929 –1968），浸信会牧师，美国民权运动领袖，诺贝尔和平奖获得者。
- 约翰·麦克阿瑟（John Fullerton MacArthur, Jr. ，生于1939），美国浸信会牧师，时代论者。

### 引用
1. ↑  . terms.naer.edu.tw.   [2017-11-21]. （原始内容存档于2021-04-18） （中文（臺灣））.
2. ↑  . www.pcchong.net.   [2017-11-21]. （原始内容存档于2021-04-01）.
3. ↑  . 以馬忤斯之路：聖經神學譯介. 2021-01-28  [2025-05-05]. （原始内容存档于2025-07-13） （英语）.
4. ↑  .   [2014-05-27]. （原始内容存档于2021-04-01）.
5. ↑  .   [2013-11-26]. （原始内容存档于2021-04-01）.
6. ↑  "I contemplate with solemn reverence that act of the whole American people which declared that their legislature should 'make no law respecting an establishment of religion, or prohibiting the free exercise thereof', thus building a wall of separation between Church and State." Thomas Jefferson,  letter to the Danbury Baptist Association,  January 1, 1802.
7. ↑  . pcchong.com.   [2010-08-06]. （原始内容存档于2021-04-01） （中文）.
8. ↑  J.M. Dawson, Baptists and the American Republic, Nashville:  Broadman Press, 1956

### 书籍
- 王美鐘博士 著. . ISBN 962-933-330-9.
- 吳文仁等 編著. . ISBN 957-99449-8-9.
- 唐佑之牧師 著. . ISBN 962-7409-41-3.